# Вилхелм Конрад Рендген
Вилхелм Конрад Рендген (Ленеп, 27. март 1845 — Минхен, 10. фебруар 1923), погрешно Рентген, био је немачки физичар који је 8. новембра 1895. произвео и регистровао електромагнетске зраке данас познате као икс-зраци или рендгенски зраци. За то остварење је награђен инаугуралном Нобеловом наградом за физику 1901. године. У част Рондгенових достигнућа, 2004. године Међународна унија чисте и примењене хемије (IUPAC) назвала је елемент 111, рендгенијум, радиоактивни елемент са више нестабилних изотопа, по њему. По њему је названа и мерна јединица рендген.

## Биографија
Студирао је на Универзитету у Утрехту, Холандија, затим на ЕТХ у Цириху где је дипломирао машинско инжењерство. Године 1869, докторирао је на Универзитету у Цириху. Радио је као универзитетски професор физике у Стразбуру (од 1876. до 1879), Гисену (од 1879. до 1888), Вирцбургу (од 1888. до 1900) и Минхену (од 1900. до 1920). У својим је истраживањима испитао својства зрачења: способност деловања на фотографску плочу, проласка кроз различите материје, слабљења у вези с врстом материје и дебљином слоја кроз који пролазе и способност јонизирања зрака којим пролазе. Конструисао је рендгенску цев с конкавном катодом и платинском антикатодом. Бавио се и истраживањем пијезоелектричних и пироелектричних појава код кристала. Испитивао је специфични топлотни капацитет гасова и својства течности под високим притиском. За откриће рендгенског зрачења добио је 1901. прву Нобелову награду за физику.
У току 1895. Рендген је попут бројних физичара испитивао ефекте високог напона на електрично пражњење у разређеним гасовима у вакуумским цевима. Крајем те године већ су се испитивали ефекти катодних зрака ван вакуумских цеви. У припреми једног од таквих експеримената тестирао је апаратуру у мраку и приметио је некакво светлуцање на столу, метар од апаратуре, када год укључи високи напон. Пошто се у поновљеним покушајима десило исто, упалио је шибицу и схватио да светлуцање долази од баријумплатиноцијанида који је ту био одложен чекајући неки од следећих експеримената.
Рендген је нагађао да се ради о новој врсти зрака (катодни зраци су већ били познати). Следећих неколико недеља је јео и спавао у лабораторији непрекидно испитујући особине нових зрака које је привремено назвао икс-зраци, користећи математичко означавање за непознату величину. Мада су касније зраци када је постао познат по њему добили име рендгенски зраци, он је радије користио израз икс-зраци.
У једном моменту док је испитивао способности разних материјала да зауставе зраке принео је руку флуоресцентном заклону док је апаратура била укључена и на заклону приметио скелет своје шаке. Касније је признао да је та слика оставила тако снажан утисак на њега да је одлучио да даље експерименте настави у тајности јер се плашио да би могао изгубити репутацију ако се испостави да све што тврди није тачно.
Рад О новој врсти икс-зрака објављен је 50 дана касније, 28. децембра 1895. Године 1901, добио је прву Нобелову награду за физику. Новац од награде поклонио је свом универзитету. Из моралних побуда је одбио да свој рад заштити патентом. У новембру 2004. Интернационална унија за чисту и примењену хемију дала је 111. елементу у периодном систему име рендгенијум.

## Лични живот
Он је наследио два милиона рајхсмарака након очеве смрти. Из етичких разлога, Рендген није тражио патенте за своја открића, сматрајући да би она требала бити јавно доступна бесплатно. Након што је добио своју Нобелову награду, Рендген је донирао 50.000 шведских круна за истраживање на Универзитету у Вирцбургу. Иако је прихватио почасни степен доктора медицине, одбио је понуду нижег племства, или нижу племићку титулу, одбацујући предлог фон (што значи „од“) као племићко звање (тј. фон Рендген). Са инфлацијом након Првог светског рата, Рендген је пао у банкротство, провевши своје последње године у свом сеоском дому у Вајлхајму, у близини Минхена. Рендген је умро 10. фебруара 1923. од карцинома црева, познатог и као колоректални карцином. У складу са његовом вољом, сва његова лична и научна преписка уништена је након његове смрти.

## Honours and awards
In 1901, Röntgen was awarded the first Nobel Prize in Physics. The award was officially "in recognition of the extraordinary services he has rendered by the discovery of the remarkable rays subsequently named after him". Röntgen donated the 50,000 Swedish krona reward from his Nobel Prize to research at his university, the University of Würzburg. Like Marie and Pierre Curie, Röntgen refused to take out patents related to his discovery of X-rays, as he wanted society as a whole to benefit from practical applications of the phenomenon. Röntgen was also awarded Barnard Medal for Meritorious Service to Science in 1900.
In 1907 he became a foreign member of the Royal Netherlands Academy of Arts and Sciences.

## Наслеђе
Данас се у Ремшајд-Ленепу, 40 километара источно од Рендгеновог родног места у Диселдорфу, налази Немачки Рендгенов музеј.
У Вирцбургу, где је открио рендгенске зраке, непрофитна организација одржава његову лабораторију и обезбеђује обиласке са водичем до Меморијалног места Рендген.
Светски дан радиографије: Светски дан радиографије је годишњи догађај који промовише улогу медицинског снимања у савременој здравственој заштити. Слави се 8. новембра сваке године, што се поклапа са годишњицом открића Рендгена. Први пут је уведен 2012. године као заједничка иницијатива Европског друштва за радиологију, Радиолошког друштва Северне Америке и Америчког колеџа радиологије.
Врх Рендген на Антарктику је назван по Вилхелму Рендгену.
Мала планета 6401 Рендген је названа по њему.